# Alexandre Ostrovski
« Ostrovski » redirige ici. Pour les autres significations, voir Ostrovski (homonymie).
Ne doit pas être confondu avec Alexander Ostrowski.
Alexandre Nikolaïevitch Ostrovski (en russe : Александр Николаевич Островский), né le 31 mars 1823 (12 avril dans le calendrier grégorien) à Moscou et  mort le 2 juin 1886 (14 juin dans le calendrier grégorien) à Chtchelikovo (ru) (aujourd'hui dans l'oblast de Kostroma), est un dramaturge russe, considéré comme le fondateur du théâtre russe.

## Biographie
Le 31 mars 1823, Alexandre Nikolaïevitch Ostrovski naît à Moscou, rue Malaïa Ordynka dans le quartier de Zamoskvoretchié des riches marchands où se situent la plupart de ses comédies. Fils et petit-fils de prêtres orthodoxes, son père rompt le premier avec la tradition en entrant dans l'administration civile.
Après avoir terminé ses études secondaires au Premier lycée classique de Moscou, Alexandre Ostrovski commence à l'âge de dix-sept ans des études de droit à l'université de Moscou.
À partir de 1843, il occupe un poste au Tribunal de Conscience — sorte de Justice de Paix — puis à la Chancellerie du Tribunal de Commerce.
Sa première pièce paraît en 1847. Sous le titre Tableau de famille, elle met en scène une faillite frauduleuse. Elle se heurte à la censure de Nicolas Ier qui en interdit la représentation. Les marchands se liguent contre lui, son nom figure sur la « liste noire » et il doit en janvier 1851 se démettre de ses fonctions.
C'est à ce moment qu'il entre à la revue slavophile Le Moscovite (Москвитянин) et y publie six comédies.
En 1859, L'Orage connaît tout de suite un immense succès et est considéré comme son chef-d'œuvre. Les pièces d'Ostrovski ne vont plus cesser d'être jouées, avant tout au théâtre Maly de Moscou.
Avec La Forêt, publiée pour la première fois dans la revue Les Annales de la Patrie, en 1871, et mise en scène pour la première fois au théâtre Alexandrinski le 1er novembre 1871, il commence à connaître les honneurs officiels.
En 1874, il est élu président à vie de la Société des Auteurs et Compositeurs dramatiques fondée grâce à ses efforts personnels.
En 1885, il est nommé directeur artistique des Théâtres impériaux de Moscou.
Il propose la fondation d'une sorte de « Théâtre national populaire », accessible à toutes les classes. Mais il meurt le 2 juin 1886.
En 1898, l'appui financier des marchands de Moscou permet la fondation du Théâtre d'art de Moscou.

### Vie privée
En 1847, Ostrovski rencontra Agafia Ivanovna, issue du peuple âgée de 24 ans et demeurant dans le quartier la Iaouza, et se lia d'amitié avec elle. On connaît peu de choses d'elle, si ce n'est que sa sœur s'appelait Natalia Ivanovna Belenkova. D'après Lachkine, il est possible que ses parents aient été d'anciens serfs.
Malgré l'hostilité de son père à l'égard de cette liaison, Ostrovski prit la jeune femme chez lui, profitant de l'absence de sa famille, au milieu de l'année 1849,. Le mariage était hors de question à cause de la différence de milieu et Gacha (tel était son surnom) ne le demandait pas. Ostrovski ne s'attendait pas à ce que cette liaison soit durable, mais ce fut finalement le cas et Gacha demeura avec lui jusqu'à sa mort en 1867. Peu éduquée, mais talentueuse et intelligente, elle avait une profonde connaissance de la vie des classes inférieures et exerça certainement une influence sur le dramaturge.
À l'automne 1859, alors qu'il travaillait à L'Orage, Ostrovski passa quelque temps à Davydkovo et à Ivankovo près de Moscou pour retrouver des acteurs. C'est là qu'il devint intime de l'actrice Lioubov Nikoulina-Kossitskaïa, à qu'il voulait faire jouer le rôle de Katerina. D'après la correspondance de l'actrice, Ostrovski était follement amoureux d'elle: il promettait de l'« élever sur un piédestal »; mais elle exprimait quelques réserves et lui faisant remarquer qu'il avait déjà une maîtresse. Après deux ans d'incertitude, Ostrovski lui fit une proposition de mariage, mais Kossitskaïa refusa. En effet, elle était alors amoureuse d'un admirateur, Sokolov, fils d'un marchand fortuné. Le fils Sokolov jetait l'argent par les fenêtres et bientôt dépensa l'argent de Kossitskaïa. Toute cette histoire était pénible pour Ostrovski qui s'en souvint comme d'une expérience douloureuse.
Au début des années 1860, Ostrovski rencontra Maria Vassilievna Vassilieva, actrice du Théâtre Maly qui devint sa maîtresse à partir de 1864. Elle donna naissance à un garçon, Alexandre, la veille du nouvel an. En août 1866, ce fut au tour de Mikhaïl et à la fin de l'année 1867 d'une fille du nom de Maria. Ostrovski et Vassilieva se marièrent le 12 février 1869.

## Théâtre
- Tableau de famille (Семейная картина) (1847)[6]
- Entre soi, on s'arrange toujours (Свои люди - сочтёмся!) (1850)
- Ne t'assieds point dans le traîneau d'autrui (Не в свои сани не садись) (1853)
- Pauvreté n'est pas vice (Бедность не порок) (1854)
- Ne vis pas comme tu veux (Не так живи, как хочется) (1854)
- Une place lucrative (Доходное место) (1857; jouée seulement à partir de 1863)
- La Pupille (Воспитанница) (1858)
- L'Orage (Гроза) (1859)
- Le Mariage de Balzaminov (Женитьба Бальзаминова) (1861)
- On n'évite ni le péché ni le malheur (Грех да беда на кого не живет) (1862)
- L'Abîme (Пучина) (1865)
- En place marchande (На бойком месте) (1865)
- Vassilissa Melentieva (1867)
- Le plus malin s'y laisse prendre ou Même le plus sage se trompe (На всякого мудреца довольно простоты) (1868)
- Cœur ardent (Горячее сердце) (1869)
- L'Argent fou (Бешеные деньги) (1870)
- La Forêt (Лес) (1871)
- Ce n'est pas tous les jours dimanche (Не всё коту масленица) (1871)
- Un amour tardif (Поздняя любовь) (1873)
- La Fille des neiges  ou La Demoiselle des neiges (Снегурочка, Snegourotchka) (1873)
- Loups et Brebis (Волки и овцы) (1875)
- La Vérité est bonne, mais le bonheur est meilleur (Правда — хорошо, а счастье лучше) (1876)
- La Dernière victime (Последняя жертва) (1877)
- La Fille sans dot (Бесприданница) (1879)
- Le Cœur n'est pas une pierre (Сердце не камень) (1880)
- Innocents coupables (Без вины виноватые) (1881)
- Don, mécènes et adorateurs (Таланты и поклонники) (1882)
- Le Bel homme (Красавец мужчина) (1882)

## Adaptations

### Cinéma
- 1911 : En place marchande (Na boykom meste / На бойком месте) de Piotr Tchardynine
- 1923 : Le Journal de Gloumov, court métrage de Sergueï Eisenstein, l'adaptation de Même le plus sage se trompe (1868) réalisée en préambule d'une représentation sous le titre Un homme sage au théâtre de Proletkoult[7]
- 1952 : La Fille des neiges (Снегурочка, Snégourotchka) film d'animation d'Ivan Ivanov-Vano, adaptation du conte éponyme (1873)
- 1975 : La Dernière Victime (Последняя жертва) de Piotr Todorovski
- 1984 : Romance cruelle (Жестокий романс, Jestokiy romans) d'Eldar Riazanov, adaptation de La Fille sans dot (1879)

### Téléfilm
- 1989 : Le Cœur n'est pas une pierre, réalisé par Léonid Ptchiolkine (URSS)
- 2014 : La Forêt réalisé par Arnaud Desplechin et interprété par la troupe de la Comédie Française.

### Opéra
- Katja Kabanova: opéra de Leoš Janáček inspiré de la pièce L'Orage
- Snégourotchka: opéra de Nikolaï Rimski-Korsakov (la Fille des neiges)